# Johann Bayer

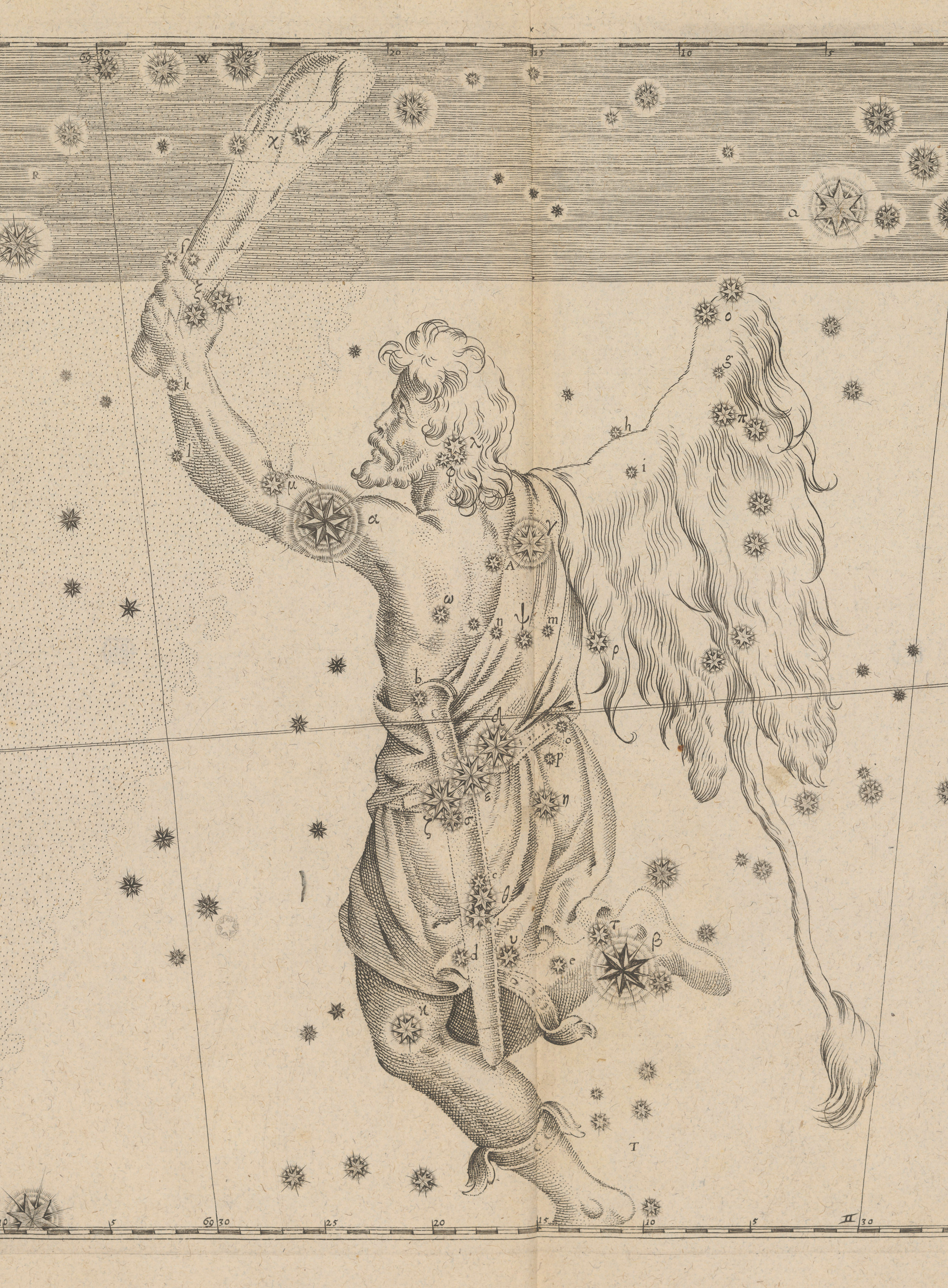
Gwiazdozbiór Oriona w Uranometrii Bayera

Johann Bayer (ur. 1572 w Rain, zm. 7 marca 1625 w Augsburgu) – niemiecki astronom i prawnik.

## Życiorys
Studiował w Ingolstadt i Augsburgu. Był doradcą prawnym rady miejskiej Augsburga.
Był autorem atlasu nieba Uranometria, który został opublikowany w Augsburgu w 1603 roku. Był to pierwszy atlas nieba, który obejmował całą sferę niebieską. Zawierał 51 map, jedną dla każdej z 48 konstelacji Ptolemeusza, jedną dla nieba południowej półkuli, nieznanej Ptolemeuszowi, z dwunastoma wprowadzonymi kilka lat wcześniej konstelacjami, oraz dwie planisfery.
Oznaczenia gwiazd zastosowane przez Bayera w Uranometrii, wykorzystywały litery greckie i łacińskie (np. α Librae, d Tauri). Oznaczenia Bayera z literami greckimi używane są do tej pory, z łacińskimi – obecnie rzadko, np. h Persei (jest to gromada gwiazd w gwiazdozbiorze Perseusza).
Na cześć tego astronoma jeden z kraterów na Księżycu, nazwano kraterem Bayera.